# Протекторат
Протектора́т (от лат. protector — покровитель) или покровительственное отношение — форма межгосударственных отношений, при которой более слабое государство (также называемое протекторат), формально сохраняя свое государственное устройство и самостоятельность во внутренних делах, фактически подчинена другому, более сильному государству. Часть суверенных прав протежируемого государства, в первую очередь в сфере внешней политики и обороны, отчуждается в пользу государства-протектора.

## Описание
В внутриевропейских отношениях протекторат рассматривался, как связь государств, основанная на договоре, устанавливавшем взаимные обязанности и права, когда за предоставляемую протектором защиту, протекторат должен оказывать первому некоторые услуги, оставаясь суверенным, по принципу лат. protectio non involvit subiectionem; предполагалось, что договор может быть расторгнут любой стороной. Такого рода отношения по традиции сохраняются между Монако и Францией, Сан-Марино и Италией.
Система протекторатов, как одной из форм колониального господства, получила развитие в период активной колониальной экспансии европейских государств в 16-19 веках; наиболее широко эта форма межгосударственных отношений была распространена в XIX — первой половине XX веков.
Протекторат рассматривался как договор сильного государства со слабым, однако нередко он устанавливался в одностороннем порядке. Так, Великобритания в 1914 году установила протекторат (Султанат Египет) над фактически оккупированным ею с 1882 года Египтом путём односторонней декларации.
У государства-протектората формально сохранялась видимость государственности, форма правления, местное национальное правительство, но за протектором признавались широкие права и полномочия на вмешательство во внутренние дела протежируемого государства.
Помимо военной и внешних сношений, покровительствующее государство могло брать на себя и такие функции как правосудие и взимание части налогов. Все эти функции управления были подотчетны постоянному представителю (консулу) протектора.
Протекторат, таким образом, отличался от колонии тем, что не управлялся метрополией непосредственно, как колония, однако различение между протекторатом и колонией было условным и могло почти не иметь значения
Полуколониальная зависимость протектора от метрополии нередко была только переходным этапом перед полной аннексией протежируемого государства метрополией и превращением в колонию. Так на Мадагаскаре установление протектората Франции в 1882 году предшествовало установлению колониального режима в 1897 году, а японский протекторат, установленный в Корее в 1905 году, предшествовал ее аннексии в 1910 году.
Протекторат представлял собой разновидность клиентского государства и имел общие черты с вассальным государством и марионеточным государством, но от первого отличался большим контролем со стороны патронирующего государства, а от второго — наличием официального статуса.
После Первой мировой войны возник особый тип протектората — подмандатная территория Лиги Наций. В отличие от государства-протектората, государство, которому выдавался мандат, было ограничено обязательством перед Лигой Наций; часть подмандатных территорий фактически не имели суверенитета во внутренних делах и полностью управлялись получившим мандат государством. Таковыми являлись: Сирия, Ливан, Палестина, Трансиордания, Ирак, Того, Камерун, Юго-Западная Африка, Руанда-Урунди, Танганьика, Маршалловы острова, Западное Самоа, Науру.
В настоящее время своеобразным аналогом протектората является ассоциированное государство.

## Примеры
Примеры протектората:
- Протектораты Османской Империи в XVI—XIX веках: Крымское ханство, Алжир, Триполитания;
- Речь Посполитая в 1768—1791 и в 1793—1794 годах, под протекторатом России;
- Картли-Кахетинское царство в 1786—1801 годах, под протекторатом России;
- Рейнский союз — заключённый под давлением Наполеона I в 1806 году в Париже союз немецких монархий, вышедших из состава Священной Римской империи;
- Карачай в 1828—1834 годах (де-факто) под протекторатом России, а в 1834—1873 годах — де-юре.
- Британскими протекторатами были Центрально-африканский британский протекторат[8], Занзибар, Бахрейн, Бечуаналенд (совр. Ботсвана), Аден, Мальдивы и другие африканские, малайские и арабские государства[3][9].
- Индия Великих Моголов в 1803—1858 годах пребывала под протекторатом Великобритании;
- Камбоджа, Аннам (совр. Вьетнам), Тунис и другие территории в Африке, Азии и Океании находились под протекторатом Франции[3][9];
- Протекторат Богемии и Моравии в 1939—1945 годах, созданный нацистской Германией, вопреки названию де-факто был частью территории Третьего Рейха.